# Reignier-Ésery
Reignier-Ésery (tot 2007 Reignier) is een gemeente in het Franse departement Haute-Savoie (regio Auvergne-Rhône-Alpes) en telt 5777 inwoners (2004). De plaats maakt deel uit van het arrondissement Saint-Julien-en-Genevois.

## Geografie
De oppervlakte van Reignier-Ésery bedraagt 25,1 km², de bevolkingsdichtheid is 230,2 inwoners per km².
De onderstaande kaart toont de ligging van Reignier-Ésery met de belangrijkste infrastructuur en aangrenzende gemeenten.

## Demografie
Onderstaande figuur toont het verloop van het inwonertal (bron: INSEE-tellingen).